# Staša Poznanović
Staša Poznanović (* 21. Oktober 1988 in Zagreb) ist eine kroatische Badmintonspielerin. 

## Karriere
Staša Poznanović gewann 2003 erstmals die nationalen Titelkämpfe in Kroatien. 2009 und 2010 siegte sie bei den Croatian International, 2010 auch bei den Slovenian International und den Portugal International. 2010 und 2011 nahm sie an den Weltmeisterschaften teil.

## Sportliche Erfolge
| Saison | Veranstaltung                          | Disziplin   | Platz | Name                                  |
| ------ | -------------------------------------- | ----------- | ----- | ------------------------------------- |
| 2003   | Kroatien: Einzelmeisterschaften        | Damendoppel | 1     | Andrea Žvorc / Staša Poznanovic       |
| 2005   | Kroatien: Juniorenmeisterschaften      | Damendoppel | 1     | Staša Poznanovic / Andrea Žvorc       |
| 2006   | Kroatien: Einzelmeisterschaften        | Damendoppel | 1     | Andrea Žvorc / Staša Poznanović       |
| 2006   | Kroatien: Einzelmeisterschaften        | Mixed       | 1     | Zvonimir Đurkinjak / Staša Poznanović |
| 2007   | Kroatien: Einzelmeisterschaften        | Mixed       | 1     | Zvonimir Đurkinjak / Staša Poznanović |
| 2008   | Kroatien: Einzelmeisterschaften        | Damendoppel | 1     | Matea Čiča / Staša Poznanović         |
| 2008   | Kroatien: Einzelmeisterschaften        | Mixed       | 1     | Zvonimir Đurkinjak / Staša Poznanović |
| 2009   | Croatian International                 | Mixed       | 1     | Zvonimir Đurkinjak / Staša Poznanović |
| 2009   | Türkei: Internationale Meisterschaften | Damendoppel | 3     | Staša Poznanović / Špela Silvester    |
| 2009   | Türkei: Internationale Meisterschaften | Mixed       | 3     | Zvonimir Durkinjak / Staša Poznanović |
| 2010   | Kroatien: Einzelmeisterschaften        | Mixed       | 1     | Zvonimir Đurkinjak / Staša Poznanović |
| 2010   | Kroatien: Einzelmeisterschaften        | Damendoppel | 1     | Matea Čiča / Staša Poznanović         |
| 2010   | Portugal International                 | Mixed       | 1     | Zvonimir Đurkinjak / Staša Poznanović |
| 2010   | Croatian International                 | Mixed       | 1     | Zvonimir Đurkinjak / Staša Poznanović |
| 2010   | Slovenian International                | Damendoppel | 1     | Natalia Pocztowiak / Staša Poznanović |
| 2010   | Slovenian International                | Mixed       | 2     | Zvonimir Đurkinjak / Staša Poznanović |
| 2011   | Kroatien: Einzelmeisterschaften        | Mixed       | 1     | Zvonimir Đurkinjak / Staša Poznanović |
| 2011   | Kroatien: Einzelmeisterschaften        | Damendoppel | 1     | Lucija Vlah / Staša Poznanović        |
| 2012   | Portugal International                 | Mixed       | 2     | Zvonimir Đurkinjak / Staša Poznanović |
| 2012   | Kroatien: Einzelmeisterschaften        | Damendoppel | 1     | Matea Čiča / Staša Poznanović         |
| 2012   | Hungarian International                | Damendoppel | 1     | Carola Bott / Staša Poznanović        |
| 2012   | Hungarian International                | Mixed       | 1     | Zvonimir Đurkinjak / Staša Poznanović |